# Thorigné-Fouillard
Thorigné-Fouillard település Franciaországban, Ille-et-Vilaine megyében. Lakosainak száma 8631 fő (2022. január 1.). Thorigné-Fouillard Liffré, Saint-Sulpice-la-Forêt, Betton, Acigné és Cesson-Sévigné községekkel határos.

## Népesség
A település népessége az elmúlt években az alábbi módon változott:
| Lakosok száma | 397  | 3591 | 5257 | 6846 | 7770 | 8381 | 8463 | 8575 | 8584 | 8631 |
|               | 1968 | 1982 | 1990 | 2006 | 2013 | 2015 | 2017 | 2019 | 2020 | 2022 |